# Namaqualand
Namaqualand és el nom d'una regió semiàrida en el sud-oest d'Àfrica.

## Característiques
S'estén al llarg de més d'uns 1.000 quilòmetres de la costa oest cobrint una àrea de 440.000 km². Està dividit pel curs baix del riu Orange en el que es coneix com a Petita Namaqualand al sud, i Gran Namaqualand al nord. La Petita Namaqualand és part de la província de Cap Septentrional de Sud-àfrica, mentre que Gran Namaqualand, una zona escassament poblada per alguns membres de l'ètnia khoikhoi està principalment en la regió Karas de Namíbia.
La riquesa floral de la costa atlàntica del Cap, incloent els vessants de les muntanyes i en les valls interiors, és sens dubte una de les majors atraccions de la província. Més de 3.000 espècies florals han estat identificades en la regió. La major part de l'any el paisatge és desèrtic, les escasses precipitacions pluvials només ocorren una o dues vegades a l'any, no obstant això a la primavera després de la primera pluja, com un miracle, un brillant mantell multicolor cobreix les valls.

## Turisme
La millor època per a visitar la zona és des del mes d'agost fins a fins d'octubre. Llavors comença a florir des del nord de la província espargint-se cap al sud, a mesura que la calor avança. El millor moment per a apreciar la seva esplendor és al voltant del migdia, ja que a l'alba o al capvespre les flors tendeixen a tancar-se. De tota manera, durant les diferents èpoques de l'any, hom pot observar diferents espècies com áloes, amarillids, vygies, etc.
Durant tot l'any s'organitzen, a més, gran quantitat d'esdeveniments com exhibicions, festivals, conferències, exposicions i cursos.

## Galeria

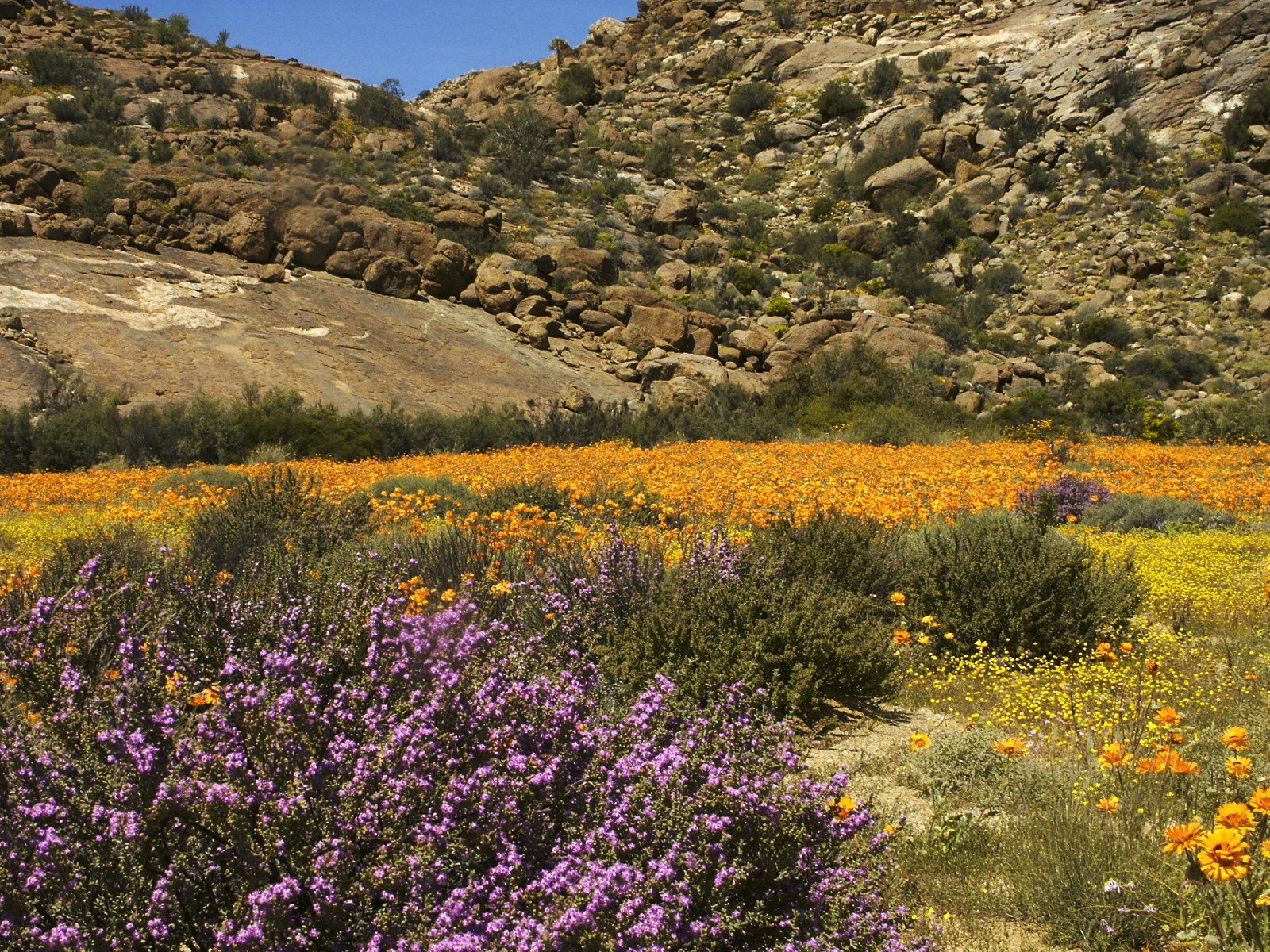
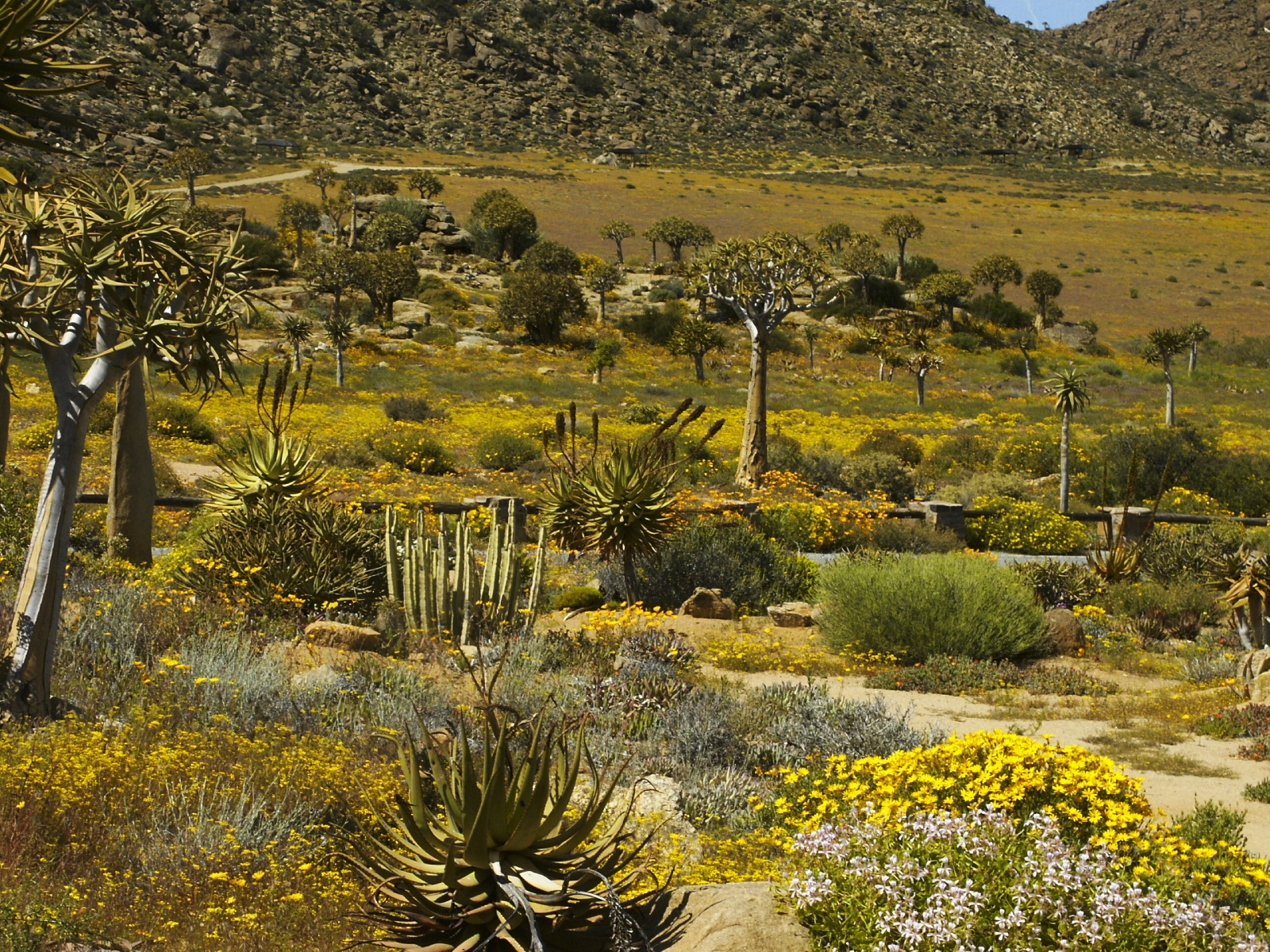
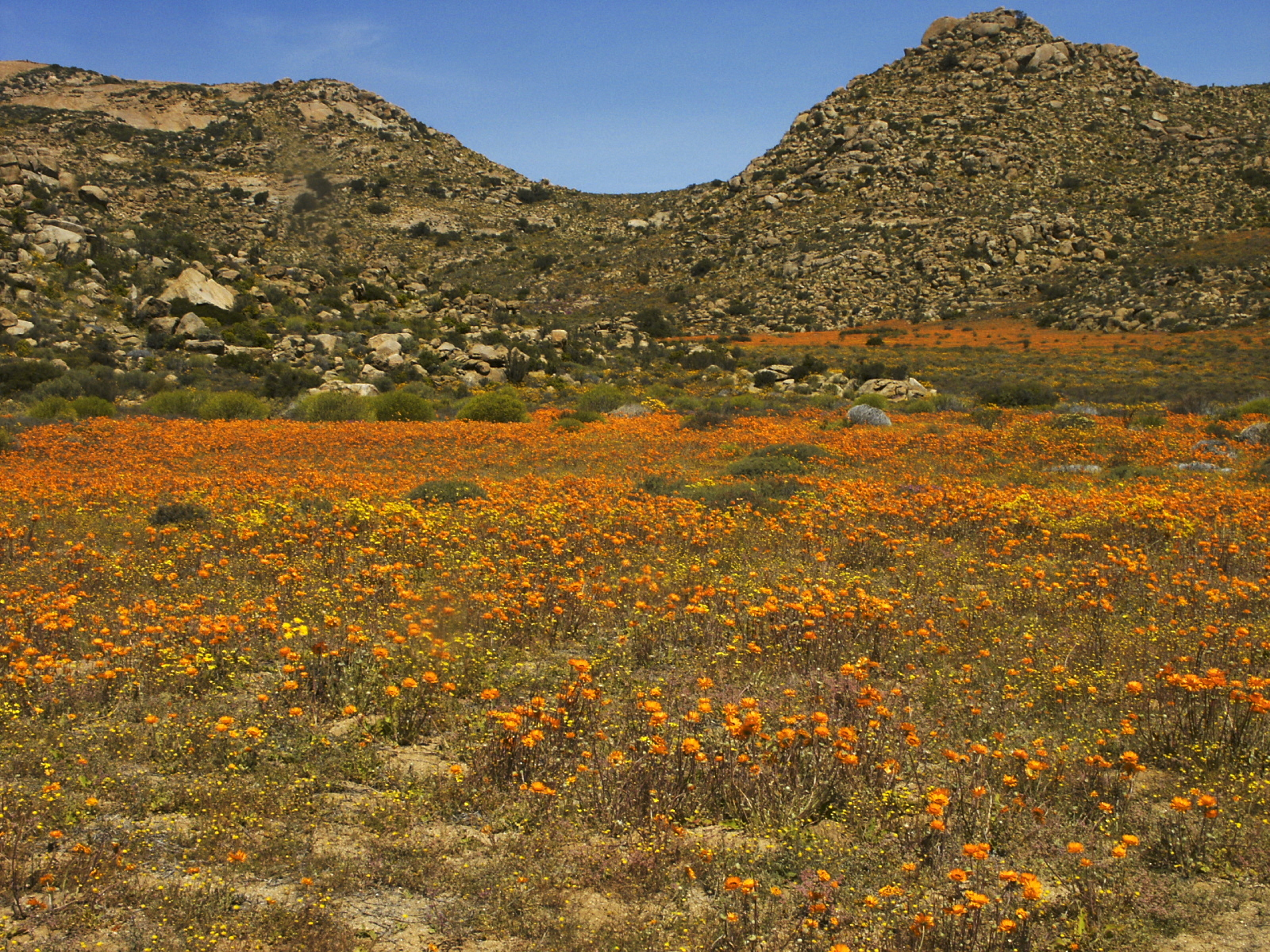
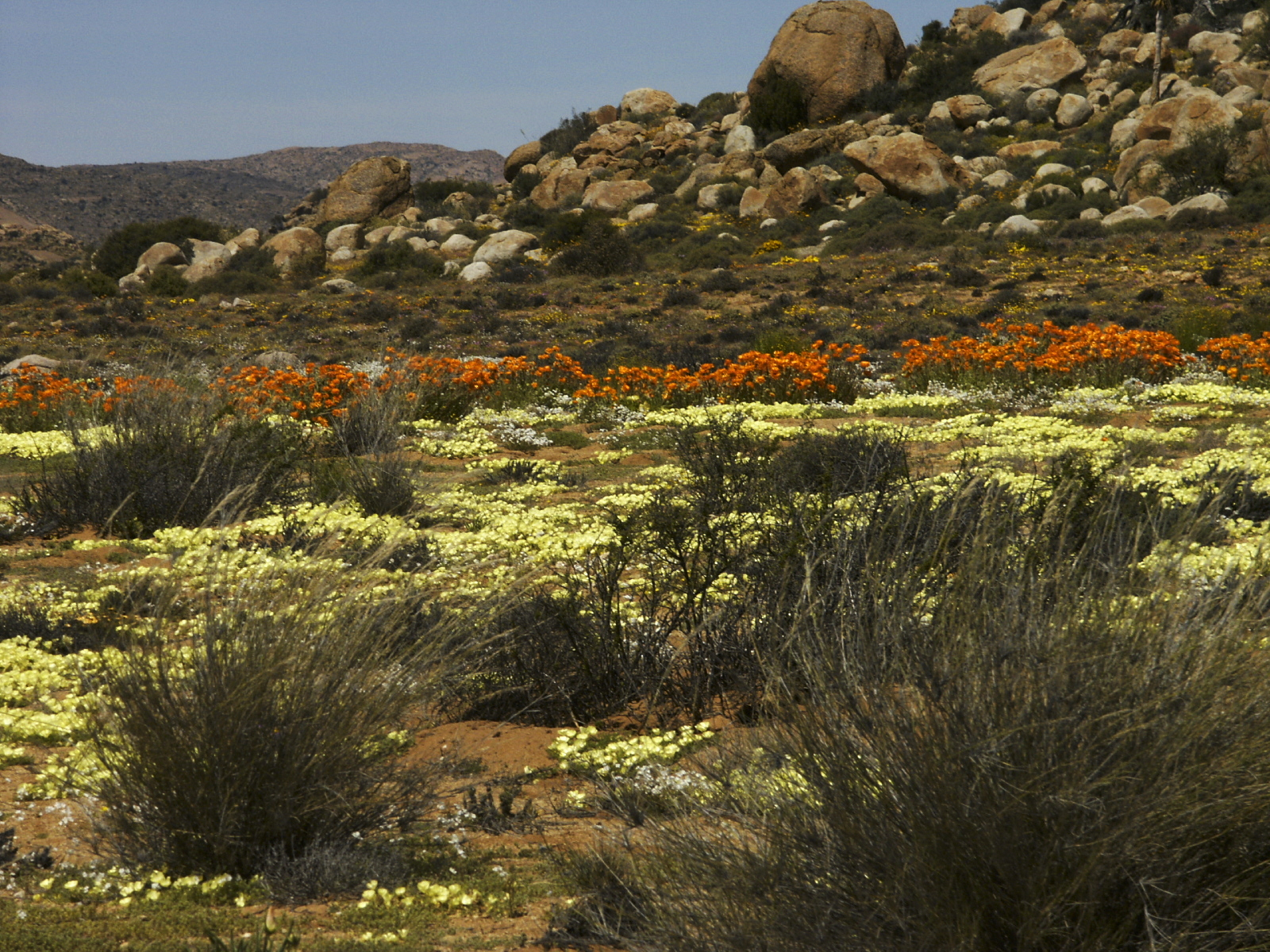